# 제임스 A. 가필드
제임스 에이브럼 가필드(영어: James Abram Garfield, 1831년 11월 19일~1881년 9월 19일)는 미국의 제20대 대통령이며, 취임 후 총격으로 사망해 미국의 대통령 중에서 두 번째로 짧은 기간 동안 재임했다.
그는 또한 프레더릭 더글러스(워싱턴 증서 기록인), 로버트 엘리엇(재무부의 특별 대리인), 존 M. 랭스턴(아이티 주재 공사)와 블랜치 브루스(재무부에 등록) 같은 몇몇의 흑인들을 연방 고위직으로 임명하였다.

## 어린 시절
오하이오주 클리블랜드 근처의 오렌지 통나무집에서 태어났으며, 그의 부모 에이브램과 일라이자 가필드는 동부에서 건너온 개척자들이었다. 부친은 제임스가 18개월 때 사망하였다.
10대 초반 시절에 제임스 가필드는 구역의 학교로부터 자신의 정기 휴가 동안에 뜨내기 일꾼으로 일하기 시작하였다. 16세 때에 모험적인 이야기들을 읽으면서 영향을 받은 그는 집을 떠나 6주간 오대호 클리버랜드에서 운하를 운행하는 선원으로 낭만적인 아이디어를 찾았다. 그러나 병으로 집으로 돌아와야 했고, 건강을 다시 회복하자 기우가 신학교에서 학업을 시작했다. 그곳에서 학습과 교수 모두에서 학업에 상당한 관심을 가지게 되었다.

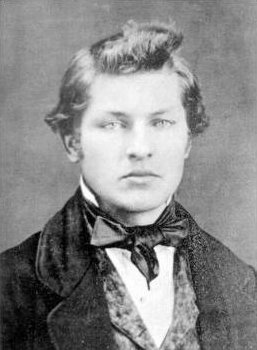
16세 때의 가필드

### 교육과 초기 경력
집에 돌아오면서 가필드는 말라리아를 앓고 말았다. 회복 후, 그는 체스터 근처에 있는 조가 신학교(Geauga Seminary)에 입학하였다. 첫 학기에 이어 그는 구역 학교에서 가르치면서 자신을 후원하였다.
20세 때에 클리블랜드 근처의 하이럼에 있는 웨스턴 예비 절충학파 연구소(현재의 하이럼 대학교)에 입학하였다. 거기서 수학하고 몇몇의 교실에서 강의를 하였으며, 그러고나서 매사추세츠주 윌리엄스타운의 윌리엄스 대학교로 옮겨 2년간 수학하였다. 윌리엄스 대학교의 학장 마크 홉킨스의 지도 아래에 가필드는 크게 성숙하였고 자신의 흥미들을 넓혔다.
1856년 졸업 후, 가필드는 하이럼 대학교로 돌아와 고대언어학과 문학의 교수가 되었다. 다음 해에 26세의 나이로 대학의 학장으로 선택되었다. 학장을 지내면서 그는 법률을 공부하고, 때때로 사도 교회의 설교를 연설하였다. 그는 활기찬 개종자로서 그 교회에 가입되어 있었다.

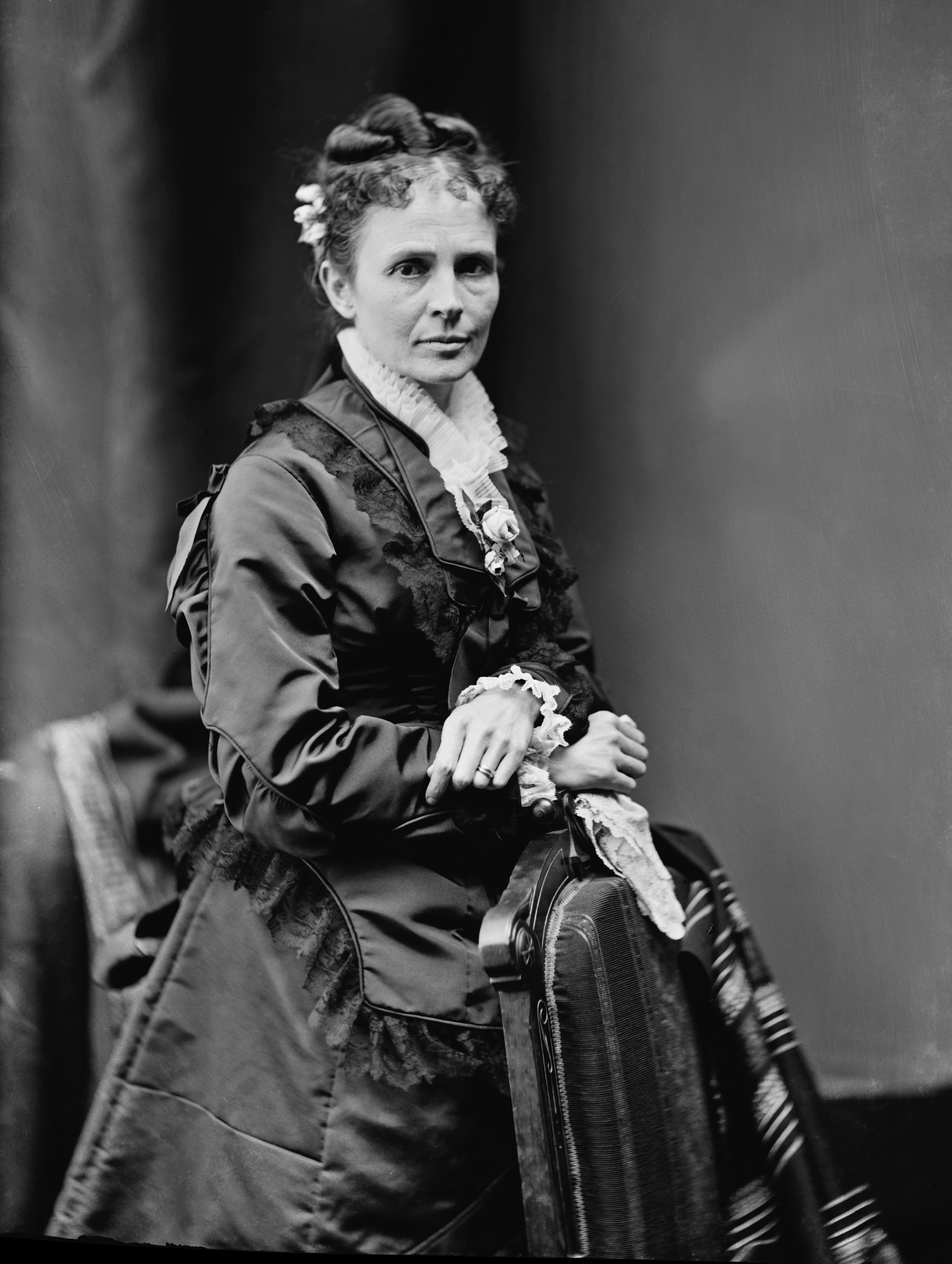
루크레샤 가필드 여사

### 가필드의 가족
1858년 11월 11일 가필드는 오하이오 농민의 딸 루크레샤 루돌프(1832~1918)와 결혼하였다. 그녀는 가필드가 자신의 교육을 완료할 동안에 하이럼 대학교의 학생이면서 학교에서 강의를 하였다.
둘은 7명의 자식을 두었는 데, 2명은 유아로서 사망하였다. 그 중에 아들 해리 오거스터스 가필드(1863~1942)는 윌리엄스 대학교의 학장이 되었고, 제1차 세계 대전 중에 우드로 윌슨 대통령의 행정부 아래에 근무하였다. 다른 아들 제임스 루돌프 가필드(1865~1950)는 시어도어 루스벨트 아래에 내무 장관으로 있었다.

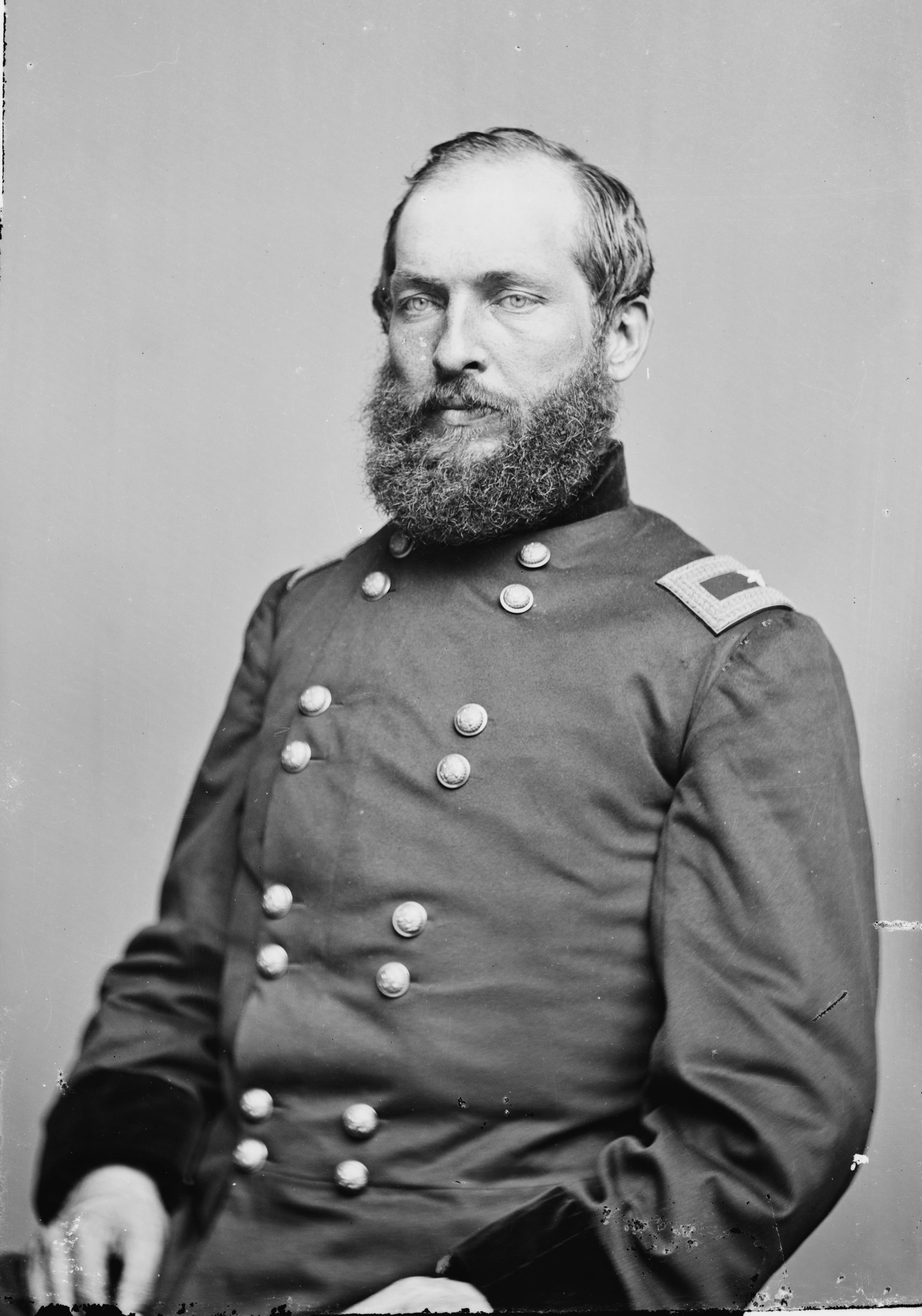
남북 전쟁 동안에 장군 시절의 가필드

### 군인 시절
남북 전쟁이 발발하면서 오하이오 주지사 윌리엄 데니슨 2세는 가필드를 오하이오 의용군의 중령으로 임명하였다.
1862년 1월 켄터키주의 미들 크리크에서 벌어진 전투에서 승리를 거두었다. 보수로서 그는 북군의 연소자 준장으로 진급되었다. 1863년 그는 윌리엄 S. 로즈크랜스 장군의 참모로 지내면서 가필드는 치카모가 전투에서 전과를 거두어 소장으로 진급되었다.

## 정치 경력

### 의원 시절
1856년 공화당 대통령 후보 존 C. 프레몬트의 선거 운동을 지지하면서 정치에 관심을 보인 가필드는 3년 후에 오하이오주 상원에 선출되었다. 1862년 아직도 육군 복무 중에 가필드는 미국 하원에 선출되었다. 그는 1863년 12월까지 자신의 위임을 사임하지 않았다.
가필드는 하원에 8선을 거두었다. 그는 지출금 위원회의 회장, 군사 문제에 관환 위원회의 회원을 지내왔다. 그는 급진적인 공화당의 거친 재건을 지지하고, 앤드루 존슨 대통령의 탄핵에 투표하였다.
1872년 가필드는 정부로부터 호의를 찾는 회사 크레디트 모빌러(Credit Mobiller)의 뇌물을 받아들이는 데 고소한 몇몇의 의원들 중의 하나였다. 그는 고발을 부인하고 그 일은 증명되지 않았다. 또한 워싱턴 D.C.로부터 포장 계약을 맺는 데 회사로부터 5천 달러의 보수를 받아 비난을 받았다. 그는 보수를 받은 데 인정하였으나 그의 복무가 부적당하게 다루어졌다.
가필드는 1876년의 논쟁적인 헤이스-틸덴 선거를 정착시킨 위임에 근무하였다. 또한 러더퍼드 B. 헤이스가 대통령이 되는 데 합의를 만드는 데 도움을 주었다. 헤이스 정부 동안에 가필드는 하원에서 공화당의 원대 총무가 되었다. 당은 두개의 당파로 갈라졌다 - 뉴욕주 상원 로스코 콩클링의 "건장파"와 메인주 상원 제임스 G. 블레인의 "잡종파". 이 단체들은 개인적 차이들과 정부의 일들에 불화를 일으켰다. 정통적으로 잡종파는 공화당을 근대화시키는 데 더 흥미를 가졌고 어린 공화당원들에 호소하였다. 잡종파에 가까웠어도 가필드는 두 당파 사이에 서면서 양쪽 사이의 일부의 신임을 지켰다.

### 1880년 대통령 선거
오하이오 주의 입법부는 가필드를 1880년 미국 상원으로 선출하였다. 그러나 자신이 의석을 차지하기 전에 그는 자신의 주 사절단을 공화당 국립 회의로 지도하였다. 잡종파는 블레인을 대통령 후보로 임명하였고, 건장파는 율리시스 S. 그랜트 전 대통령에 주장하였다.
블레인이나 그랜트나 아무도 충분한 투표를 얻지 못하였다. 잡종파는 그러고나서 조금밖에 알려지지 않은 가필드로 돌렸다. 회의는 결국 36번째 비밀 투표에서 가필드를 선택하였다. 부통령으로 회의는 건장파이자 뉴욕주 공화당에서 콘클린의 부관 체스터 A. 아서를 선택하였다. 가필드는 자신의 민주당 상대 후보 윈필드 스콧 핸콕을 1,898 표차로 꺾었다.

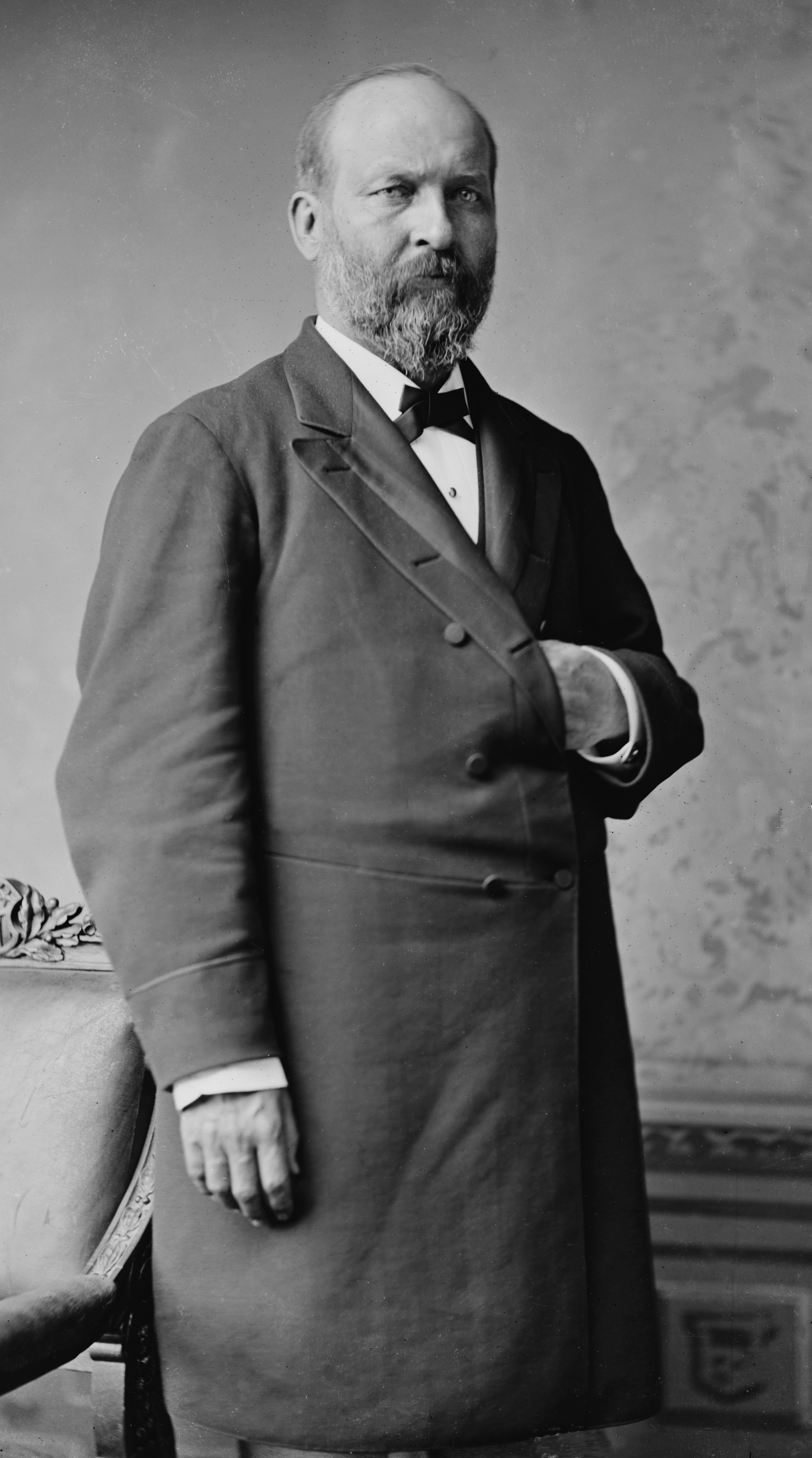
대통령에 당선된 가필드

## 대통령 임기

### 당의 불화
당의 불화는 대통령의 불안들을 확실히 하였다. 잡종파에 자신의 지명을 첫째로 빚진 가필드는 임무를 넘기는 데 이 당파에 호의를 가졌다. 그는 당파의 지도자 블레인을 국무부 장관으로 임명하고 몇몇의 다른 이들을 중요한 사무직에 앉혔다. 건장파는 소수의 직위들 만을 받았다. 그 당파 콘클린은 일부의 주요 임명을 확실히 함으로부터 상원을 멈추려고 하였다. 그는 실패하여 상원직을 사임하였다.
이 불화들에 의하여 흩뜨러지자, 가필드는 다른 정부의 사무들에 약간의 주의를 주었다. 그는 우편물 운송에 계약의 시상에서 사기를 찾은 우정 장관 토머스 J. 제임스를 성원하였다.

### 암살 사건

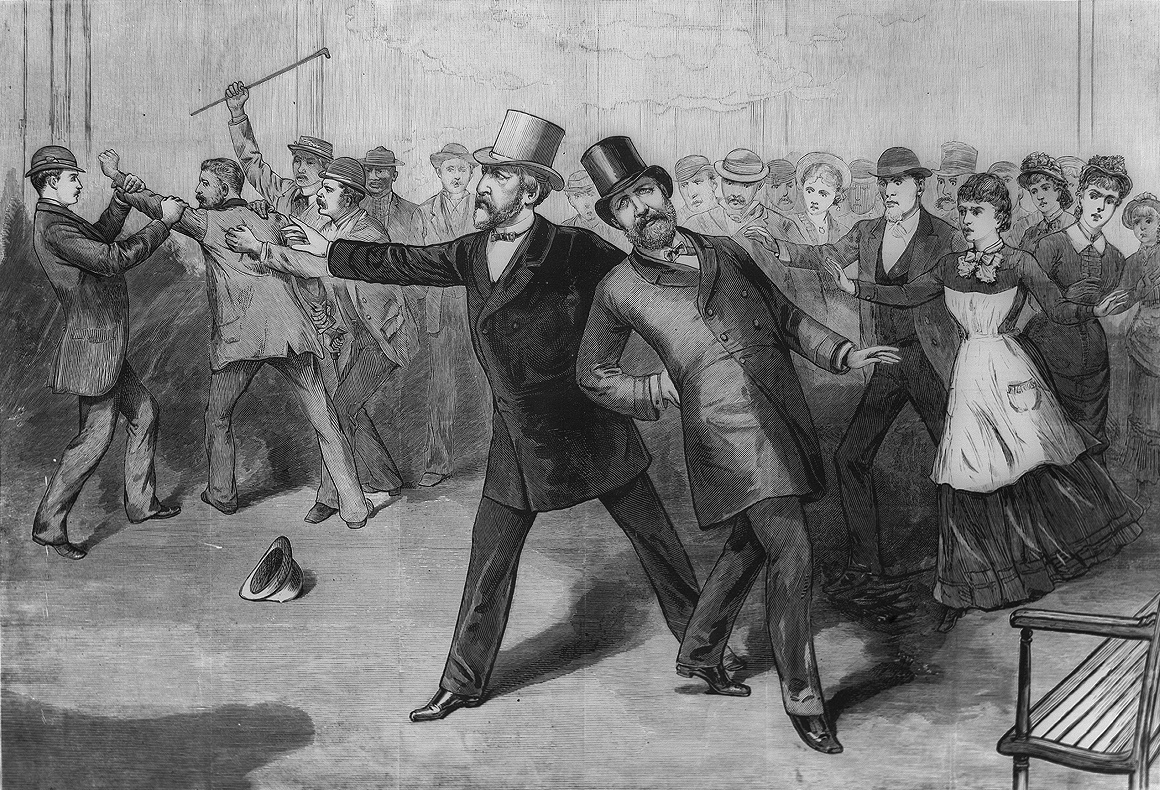
가필드의 암살 사건

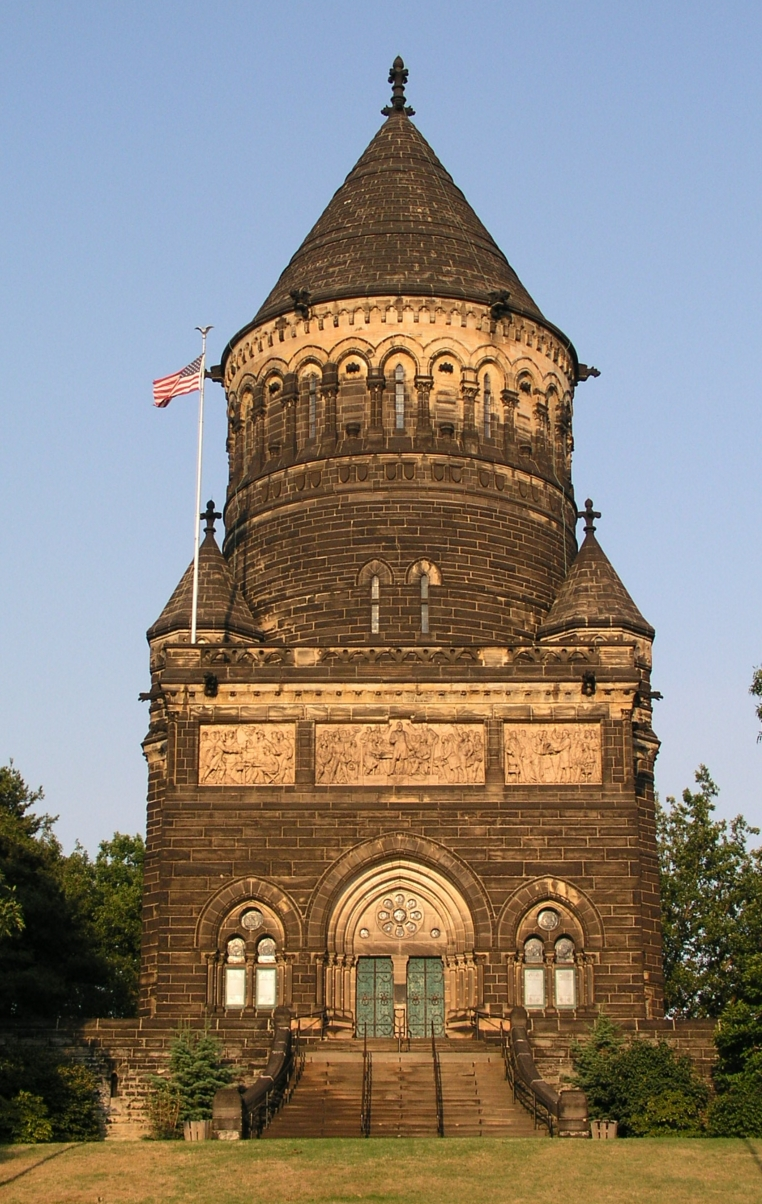
클리블랜드에 있는 가필드의 기념비

1881년 7월 2일 가필드는 윌리엄스 대학교에서 자신의 클래스 25회 동창회를 참석하러 워싱턴을 떠날 직전이었다. 그가 역의 대합실을 지나갈 때 그에게 두 발의 총알이 발사되었다. 가필드가 쓰러지면서 암살범은 "난 건장파이며 아서가 대통령이다!"하고 울부짖었다.
암살범 찰스 기토는 즉시 체포되었다. 그는 가필드가 자신을 파리 주재 미국 공사로 임명하기를 거절하였다는 이유를 밝혔다. 재판에서 기토는 격노처럼 행동하였으며, 그의 변호사는 그를 제정신이 아닌 이유에 의하여 무죄를 주장하였으나, 배심원들은 유죄 판결을 내렸다. 기토는 1882년 교수형에 처해졌다.
가필드는 여러번 수술을 받았으나 9월 19일 뉴저지주 엘버론에서 패혈증까지 겹치며 취임한 지 넉 달만에 사망하였다. 향년 50세. 그의 시신은 클리블랜드에 안장되었으며, 그의 친구들은 가필드의 부인과 자식들을 도우기 위하여 대대적인 모금을 하였다.

## 역대 선거 결과
| 선거명      | 직책명                         | 대수 | 정당   | 득표율 | 득표수 (선거인단)   | 결과 | 당락                     |
| ----------- | ------------------------------ | ---- | ------ | ------ | ------------------- | ---- | ------------------------ |
| 1862년 선거 | 하원의원 (오하이오 제19선거구) | 38대 | 공화당 | 66.27% | 13,288표            | 1위  | 오하이오주 하원의원 당선 |
| 1864년 선거 | 하원의원 (오하이오 제19선거구) | 39대 | 공화당 | 74.41% | 18,187표            | 1위  | 오하이오주 하원의원 당선 |
| 1866년 선거 | 하원의원 (오하이오 제19선거구) | 40대 | 공화당 | 71.34% | 18,362표            | 1위  | 오하이오주 하원의원 당선 |
| 1868년 선거 | 하원의원 (오하이오 제19선거구) | 41대 | 공화당 | 67.41% | 20,187표            | 1위  | 오하이오주 하원의원 당선 |
| 1870년 선거 | 하원의원 (오하이오 제19선거구) | 42대 | 공화당 | 65.08% | 13,538표            | 1위  | 오하이오주 하원의원 당선 |
| 1872년 선거 | 하원의원 (오하이오 제19선거구) | 43대 | 공화당 | 69.41% | 19,189표            | 1위  | 오하이오주 하원의원 당선 |
| 1874년 선거 | 하원의원 (오하이오 제19선거구) | 44대 | 공화당 | 55.58% | 12,591표            | 1위  | 오하이오주 하원의원 당선 |
| 1876년 선거 | 하원의원 (오하이오 제19선거구) | 45대 | 공화당 | 63.76% | 20,012표            | 1위  | 오하이오주 하원의원 당선 |
| 1878년 선거 | 하원의원 (오하이오 제19선거구) | 46대 | 공화당 | 61.38% | 17,166표            | 1위  | 오하이오주 하원의원 당선 |
| 1880년 선거 | 상원의원 (오하이오 제1부)      | 47대 | 공화당 | 60.14% | 86표                | 1위  | 오하이오주 상원의원 당선 |
| 1880년 선거 | 미국의 대통령                  | 20대 | 공화당 | 48.27% | 4,446,158표 (214명) | 1위  |                          |